# Piotr Połać
Piotr Ireneusz Połać ps. „Figo”, „Fabian Barłoś” (ur. 1 lipca 1986 w Łodzi) – polski wokalista metalowy, punk-rockowy i disco-polowy, muzyk zespołów Bracia Figo Fagot, Darmozjady!, Speculum i Proces.

## Życiorys
Ukończył naukę w VII Liceum Ogólnokształcącym im. Juliusza Słowackiego w Warszawie oraz politologię na Wydziale Nauk Politycznych i Studiów Międzynarodowych na Uniwersytecie Warszawskim.
W 2010 z Git Produkcją zaczął tworzyć serial Kapitan Bomba oraz serial komediowy Kaliber 200 volt – teledyski umieszczane w produkcjach na tyle spodobały się widzom, że w 2010 razem z Bartoszem Walaszkiem założył zespół disco-polowy Bracia Figo Fagot, w ramach którego Połać, pod pseudonimem Figo śpiewa, komponuje muzykę, pisze teksty oraz scenariusze teledysków. W 2016 wraz z Dariuszem Brzozowskim założył heavy metalowy zespół Prônd (późn. pod nazwą Proces), zaś w 2018 z Mattem Kowalskim, elektroniczny zespół Prond. Wraz z Łukaszem Pękackim, jest współzałożycielem punkrockowego zespołu Darmozjady!, do którego należą również Jarosław Ważny, Adam Tkaczyk (Kombii), zaś za produkcję utworów odpowiada Michał Kożuchowski. Z Kożuchowskim działa również w ramach projektu Fi60'86, w ramach którego tworzą muzykę elektroniczną. Jest również twórcą studia gamingowego Overdose Studios oraz współtwórcą audycji radiowych w Antyradiu i Radiowej Trójce oraz jest komentatorem w magazynach muzycznych, m.in. „Teraz Rock”. W marcu 2025 roku dołączył do Kanału Zero jako współprowadzący poranny program „7:00".  

## Życie prywatne
Syn lekarza – Ireneusza Połacia. Ma przyrodnią siostrę.

## Filmografia
- Kaliber 200 volt (2011; serial, emitowany na Rebel:tv) – aktor
- Wściekłe Pięści Węża 3 (2013)[16] – aktor
- Rzeczy, których nie nauczył mnie ojciec (2023; program emitowany na TTV)[17] – jako on sam

## Dyskografia

### Bracia Figo Fagot
- Na bogatości (2012)[18]
- Eleganckie chłopaki (2013)[19]
- Discochłosta (2014)[20]
- Disco polo (2016)[21]
- Bez popity i bez gumy (2019)[22]
- Miliony internautów mogą się mylić (2020)[23]

### Darmozjady!
- Czwarty Rozbiór Polski (2020)[24]
- Kryzys?! (2024)[25]

### Proces
- Łzy (2017)[26]

### Speculum
- Brak CD (2014)[27]
- Gdzie jest Twoje królestwo? (2016)[28]

### Figo i Samogony
- „Erotyczne Pif-Paf” (2022)[29] – 3x platynowa płyta[30]